# Hrvatski rukometni kup za žene 2000./01.
Hrvatski rukometni kup za žene za sezonu 2000./01. je deveti put zaredom osvojila Podravka Vegeta iz Koprivnice.

## Rezultati

### Osmina završnice
| klub1                       | rez.         | klub2                      |
| --------------------------- | ------------ | -------------------------- |
| Hrvatski dragovoljac Zagreb | 19:18, 23:30 | TVIN Trgocentar Virovitica |
| Lokomotiva Zagreb           | 30:24, 18:24 | Zamet Rijeka               |
| Koka Varaždin               | 36:24, 36:16 | Arena Pula                 |
| Ivanec                      | 12:23, 9:37  | Podravka Vegeta Koprivnica |
| Podravka Lino Koprivnica    | 16:31, 24:28 | Mladost Dalj               |
| Osijek                      | 28:27, 20:22 | Zvečevo Požega             |
| Sinj                        | 25:33, 18:35 | Split Kaltenberg           |

### Četvrtzavršnica
| klub1                      | rez.         | klub2             |
| -------------------------- | ------------ | ----------------- |
| TVIN Trgocentar Virovitica | 29:22, 17:29 | Split Kaltenberg  |
| Zvečevo Požega             | 23:20, 19:28 | Koka Varaždin     |
| Mladost Dalj               | 29:20, 20:28 | Trešnjevka Zagreb |
| Podravka Vegeta Koprivnica | 30:18, 34:16 | Zamet Rijeka      |

### Završni turnir
Igrano 18. i 19. svinbja 2001. u Belišću.
| klub1                      | rez.          | klub2            |
| poluzavršnica              | poluzavršnica | poluzavršnica    |
| -------------------------- | ------------- | ---------------- |
| Podravka Vegeta Koprivnica | 22:21         | Split Kaltenberg |
| Koka Varaždin              | 23:19         | Mladost Dalj     |
|                            |               |                  |
| za pobjednika              |               |                  |
| Podravka Vegeta Koprivnica | 29:16         | Koka Varaždin    |